# Innocent Maela
Innocent Maela, né le 14 août 1992 à Witbank, est un footballeur international sud-africain. Il évolue actuellement à Orlando Pirates.

## Biographie

### En club
Il commence sa carrière en 2012 à Witbank Spurs en National First Division.
Après deux saisons au club, il rejoint Thanda Royal Zulu qui évolue dans la même division. Il remporte le championnat lors de sa troisième et dernière saison au club.
Depuis l'été 2017, il évolue à Orlando Pirates en Premier Soccer League. Il délivre une passe décisive pour son premier match, le 18 août face à Chippa United (victoire 1-0). Il marque son premier but le 19 septembre 2018 lors d'un match nul 2-2 contre Cape Town City.

### En sélection
Il reçoit sa première sélection en équipe d'Afrique du Sud le 2 juillet 2017, lors de la Coupe COSAFA 2017 contre la Tanzanie (défaite 1-0). 
Il participe ensuite à la Coupe d'Afrique des nations 2019.

## Palmarès
- Premier Soccer League
  - Vice-champion : 2017-2018[6], 2018-2019[7]
- National First Division
  - Champion : 2016-2017
- Telkom Knockout
  - Finaliste : 2018[8]